# バルセロンヌ＝デュ＝ジェール
バルセロンヌ＝デュ＝ジェール （Barcelonne-du-Gers、ガスコーニュ語:Barçalona de Gers）は、フランス、オクシタニー地域圏、ジェール県のコミューン。

## 地理
バルセロンヌは、国道124号線、国道135号線を通じてミランドの北西68kmのところにある。バルセロンヌはランド県の端と接しており、隣のコミューンであるエール・シュル・ラドゥールの人口凝集地にほぼ含まれている。

## 由来
同時期につくられた他の新都市と同じく、バルセロンヌ＝デュ＝ジェールはカタルーニャの輝かしい都市バルセロナにちなんで、都市開発成功を保証するものとして名づけられた。バルセロンヌ以前の名は、コセ（Cosset）である。
シャルル・マティとミシェル・アントワーヌ・ボードランが記した地名辞典（Dictionnaire géographique universel）によれば、バルセロンヌ＝デュ＝ジェールの古い名はバルセロンヌ（Barselone）で、ラテン語の古い形式ではバルキノ・ウァスコニクス（Barcino Vasconix）であった。バルキノとは、アウグストゥス帝がつくったローマ植民地としてのバルセロナの最も古い名である（Barcino Catalaunix、全名はColonia Julia Augusta Faventia Paterna Barcino）。

## 歴史
ガスコーニュで遅くにできたバスティッド（Bastide）で、1316年にフランス王フィリップ5世とサン・ジル修道院長との共同統治として設置された。サン・ジル修道院長は、アルマニャック伯と、コセにある病院を既に運営していた聖ヨハネ騎士団を代表していた。バルセロンヌの名を採用しそう呼ばれるようになるのは1343年からである。
1569年、1591年と新教徒軍によって町は燃やされ、そのつど再建された。
3つの記念碑（うち2つは県道22号線と県道107号線にある）は、ドイツ国防軍のゲリラ弾圧作戦の一環として1944年6月13日に殺害されたレジスタンス活動家を記念したものである。

## 人口統計
| 1962年 | 1968年 | 1975年 | 1982年 | 1990年 | 1999年 | 2006年 | 2011年 |
| ------ | ------ | ------ | ------ | ------ | ------ | ------ | ------ |
| 1091   | 1190   | 1134   | 1183   | 1312   | 1303   | 1319   | 1322   |

参照元:1999年までEHESS、2004年以降INSEE